# 李道宗
李道宗（600年—653年），字承范，陇西成纪（今甘肃秦安）人，唐高祖李渊之堂侄，唐太宗李世民之從兄弟，中国唐朝初年重要军事将领。李道宗在唐朝初年的宗室中与李孝恭并称为贤。唐太宗在晚年评价李道宗为与李世勣、薛万彻二人齐名的名将。

## 生平
祖父李璋，父亲李韶，追封东平王，赠户部尚书。618年，李渊建唐，李道宗被封为略阳郡公，次年底随李世民出征刘武周主力宋金刚部，献坚守之计，使宋金刚军最终因为绝粮而溃，李道宗其后更奉命说降刘武周部将尉迟敬德，立下大功。李道宗之后追随李世民又参与了对王世充、窦建德的战争，屡立战功。武德五年（622年），李道宗随同李世民征讨刘黑闼，期间一度被刘军包围，幸得尉迟敬德救出。
战后，李道宗被任命为灵州总管，进封郡王。唐高祖武德五年（622年），唐王朝与东突厥爆发灵州之战。武德五年底，李道宗坚守灵州，击败东突厥和梁师都的联军，进一步攻占五原等地，辟地千里。捷报传来，唐高祖大喜，将李道宗比作曹魏初年的猛将任城王曹彰，故晋封其为任城郡王，年仅22岁。李道宗长期经略灵州，训练军队有素，为唐朝西北朔方军的前身。贞观元年（626），唐太宗拜李道宗为灵州大都督，给予极大的军事自主权。
贞观三年（629年）十一月，李道宗在灵州地界击败突厥。同年冬，李道宗任大同道行军总管，受李靖指挥出击东突厥颉利可汗。次年二月，颉利在阴山之战中溃败于李靖，投奔灵州西北的突厥沙钵罗部首领苏尼失，计划逃亡吐谷浑。贞观四年三月十五，李道宗率军进逼沙钵罗部，三月十五，李道宗的副手张宝相包围苏尼失，迫其投降，擒获颉利。战后，李道宗因功赐实封六百户，拜为刑部尚书。唐朝边境10年没有大的战事。
贞观八年（634年）岁末，李道宗和侯君集被任命为西海道行军大总管李靖的副将，率军出征吐谷浑。吐谷浑君主慕容伏允闻知唐军大至，率军远遁。李道宗不顾侯君集的反对，率偏师长途尾追，于次年闰四月初八在库山之战中击溃吐谷浑军。此后，李又率军克服艰险，于五月追上慕容伏允残军，彻底将其击败。
贞观十一年（637年），李道宗被改封为江夏郡王，不久因为贪赃罪名被下狱，后被削去职务和封邑，但得以保留江夏郡王衔。贞观十三年（639年），李道宗起复为茂州都督，又转为晋州刺史。次年任礼部尚书。贞观十五年（641年），奉命送文成公主前往吐蕃和亲松赞干布，至星宿海而还。
贞观十八年（644年），李道宗出任辽东道行军副总管，辅佐大总管李世勣出征高句丽。次年，唐太宗御驾亲征，李道宗率百骑驰入高句丽境内进行侦查，历时二十日，被高句丽军发现后从小路安全返回。其智勇深得唐太宗嘉许。其后，李道宗率军连战连捷，攻占辽东。但之后李道宗长期围攻安市城不下，使得唐太宗被迫班师。贞观十九年（645年）岁末，李道宗奉命镇守朔州，率军抵御薛延陀。次年，同阿史那社尔等率军攻灭薛延陀。
贞观二十一年（647年），李道宗任太常卿，退出军职。唐高宗永徽四年（653年），因受房遗爱谋反一案牵连，受到素来关系较差的长孙无忌、褚遂良等诬蔑，被流放象州，在途中去世，年五十四岁。长孙无忌等死后，朝廷下诏官复原职。

## 子女
李道宗死后，儿子李景恒，降爵为卢国公，官至相州刺史。李景恒弟李景仁，字楚子，官至潞城令。
- 一女嫁韦待价。
- 一女嫁河州刺史冉实，封金城郡君。

## 延伸阅读
[在维基数据编辑]
 《舊唐書·卷60》，出自刘昫《舊唐書》
 《新唐書·卷078》，出自《新唐書》